# サイテックス
サイテックス（SCITEX）は、日本の玩具シリーズの一つ。トミー（後のタカラトミー）から1986年（昭和61年）下半期に販売されていた動力ユニット内蔵のブロック玩具である。

## 概要
ブロック玩具の一種だが、電動機またはプルバックモーター（ぜんまいばね）を内蔵したユニットを中心としてブロックを組み上げることで、完成品がタイヤで自走できるという特徴があった。当時のトミーの玩具担当者によれば、当時公開されていた有名なSF映画に登場する宇宙船に触発されて開発されたものであり、設定上では未来において宇宙に打ち上げられた宇宙実験室がコンピューターに異常を来して暴走、小惑星群に寄生して巨大化して人類侵略を企み、それに対してサイテックス・システムは次々に戦闘メカを作り出して迎え撃つ、といった物語が展開されていた。
ラインナップは、電動ユニットを内蔵した商品として最高額商品「ヘリボット」を始め、「サンドクルーザー」「グロスター」「スペースシップ」。プルバックモーターによる廉価版商品として「ガントラック」「ワークドーザー」「バックファイアー」の計7種。電動タイプは電動機を内蔵した「モーターユニット」、乾電池を内蔵した「パワーユニット」が別々の部品であり、パワーユニットをブロックに組み込まずに延長コードでつなげれば遠隔操作も可能であった。
各商品にそれぞれ作例が示されており、たとえばヘリボットはその名の通りヘリコプターと2足歩行ロボットを組むことができるが、ブロック玩具であるためにほかにも様々なメカを組み上げることができた。さらにグロスターの本体にヘリボットの上半身を乗せるといった具合に、各商品を複数組み合せることも可能で、ユーザーのアイディア次第で遊び方が自在に広がることを大きな特徴としていた。
売れ行きは芳しくなく、1年にも満たない短命商品となった。ヒットしなかった要因は、その革新的な遊び方がいささか時代を先取りしすぎていたため、もしくは、ユーザーのアイディア次第で様々に遊べるとはいっても、各商品で示されている作例以外の組み立て方では、乗り物やメカに見えない意味不明な物体にしかならず、意外に遊びの幅が狭かったため、などと分析されている。

## ゾイドシリーズとの関連
トミーの人気玩具であるゾイドシリーズと比較すると、ゾイドは基本的に動物型、サイテックスは宇宙船、航空機、自動車、ロボットなどのSFメカという違いがあるが、多くの共通点を持つ。スケールは共に72分の1、搭乗するパイロットのフィギュアは両者共通。組み立てには共に接着剤不要である。また後にゾイドシリーズで発売された「グレードアップユニット」には、サイテックスの動力機構の一部が継承されている。
なおゾイドと違ってブロック玩具として開発された背景には、ゾイドのコストが増加していたことから、パーツをモジュール化することで効率化を図る狙いもあった。しかし実際には、パーツの精度などの問題により相当な開発費がつぎ込まれていたといい、最高額商品のヘリボットはゾイドの当時の最高額商品「ウルトラザウルス」をも超えるかなりの高額商品であった。
前述の通りサイテックス自体は短命商品であったが、シリーズを買い集めて遊びを発展させ、ユーザーがブロックを自由に組み立てるという概念は、ゾイドシリーズの一つ「ゾイドブロックス」へ受け継がれてヒットしたとも見られている。